# Mông Cổ Dauria
Mông Cổ Dauria hay Mông Cổ Daguur (tiếng Mông Cổ: Монгол дагуур) là một thảo nguyên, vùng đất ngập nước nằm tại Mông Cổ, được UNESCO công nhận là Khu dự trữ sinh quyển thế giới, đồng thời cũng là một Vùng đất ngập nước có tầm quan trọng quốc tế theo Công ước Ramsar.
Đây là một phần của vùng sinh thái xuyên 3 quốc gia, bao gồm:
- khu vực Dauria thuộc Dornod, phía Đông Mông Cổ.
- Vùng sinh thái Dauria (Ngoại Baikal) ở Nga.
- Khu vực đầm lầy Hồ Hô Luân ở Nội Mông, Trung Quốc.

Mông Cổ Dauria được phân loại như một khu bảo tồn nghiêm ngặt trong hệ thống các khu bảo tồn ở Mông Cổ. Cảnh quan chủ yếu của khu vực thảo nguyên và vùng đất ngập nước này là núi thấp có thể tương hỗ cho nhiều loài động thực vật. Nơi đây là nhà và khu vực sinh sản quan trọng cho nhiều loài có nguy cơ tuyệt chủng trên toàn cầu như là Sếu gáy trắng cùng nhiều loài chim mặt nước nguy cấp khác.